# Чеслав Центкевич
Чеслав Центкевич (18 жовтня 1904, Варшава, Російська імперія — 10 липня 1996, Варшава, Польща) — польський письменник, репортер і мандрівник.

## Біографія
Народився 18 жовтня у Варшаві. Закінчив Інститут Супер'єр у Льєжі (Бельгія). За фахом інженер-електрик. До 1939 року — науковий співробітник метрологічного інституту. Учасник польської полярної експедиції на Ведмежий острів. В 1934 році опублікував книгу «Челюскін». Після Варшавського повстання — в'язень фашистського концентраційного табору поблизу Гамбурга. У мирний час — технічний директор Енергетичного об'єднання у Нижній Сілезії, згодом — у Державному гідрологічно-метеоролічному інституті. З 1950 року мешкав у Варшаві. Діяч Спілки письменників, прозаїк, репортажист.

## Творчість
- «Челюскін» (1934)
- «Анарук, хлопець із Гренландії» (1946)
- «Білий тюлень» (1947)
- «Острів туманів і бур» (1947)
- «Серед північних льодів» (1948)

У співавторстві з дружиною Аліною Центкевич:
- «Одарпі, син Егігви»[pl] (1948)
- «Підкорювачі Північного полюса» (1950)
- «На підкорення Арктики» (1952)
- «В льодах Ейсфіорду» (1953)
- «Знову на Ведмежому острові» (1954)
- «Арктика, край майбутнього» (1954)
- «Геройський штурман» (1956)
- «На білому шляху» (1956)
- «Полковник Орвін помиляється» (1959)
- «Таємниці шостого континенту» (1960)
- «Оповоді з-над полюса» (1960)
- «Напрям — Антарктида» (1961)
- «Що з тебе виросте, Фрітьофе?» (1962)
- «Зачарована загорода» (1963)
- «Муфті, ослик Лаїлі» (1964)
- «Тумбо з мису Доброї Надії» (1964)
- «Чи тюлень білий?» (1965)
- «Пйотр у країні білих ведмедів» (1965)
- «Людина, яку покликало море» (1966)
- «Жахливий полюс» (1969)
- «Оточені великою холоднечею» (1970)
- «Тумбо спокою ніколи не знатиме» (1971)
- «Їх зоря північна не вела» (1974) та ін.

Книжки, написані Аліною і Чеславом Центкевичами користуються великою популярністю як на батьківщині письменників (витримали понад сто видань), так і за її межами: понад три десятки видань побачили світ у перекладі багатьма мовами.
Українською мовою друкувалися у київському видавництві «Дніпро» повісті «Що з тебе виросте, Фрітьофе?» і «Людина, яку покликало море» (перекладач Йосип Брояк). У них розповідається про славетних норвезьких полярних дослідників Фрітьофа Нансена і Руаля Амундсена.